# Kälkhockey vid paralympiska vinterspelen
Kälkhockey vid paralympiska vinterspelen hade premiär 1994. Från 2010 öppnades turneringen för damer, som från och med då tilläts spela i samma lag som herrar.

## Resultat
| 1994 detaljer | Lillehammer, Norge                  | Sverige | 1 - 0 | Norge    | Kanada   | 2 - 0  | Storbritannien |
| 1998 detaljer | Nagano, Japan                       | Norge   | 2 - 0 | Kanada   | Sverige  | 10 - 1 | Estland        |
| 2002 detaljer | Salt Lake City, Utah, USA           | USA     | 4 - 3 | Norge    | Sverige  | 2 - 1  | Kanada         |
| 2006 detaljer | Turin, Italien                      | Kanada  | 3 - 0 | Norge    | USA      | 4 - 3  | Tyskland       |
| 2010 detaljer | Vancouver, British Columbia, Kanada | USA     | 2 - 0 | Japan    | Norge    | 2 - 1  | Kanada         |
| 2014 detaljer | Sotji, Ryssland                     | USA     | 1-0   | Ryssland | Kanada   | 3 - 0  | Norge          |
| 2018 detaljer | Pyeongchang, Sydkorea               | USA     | 2 - 1 | Kanada   | Sydkorea | 1 - 0  | Italien        |

### Fotnoter
1. ↑  Sledge Hockey Teams Can Add Women For 2010 Games Arkiverad 19 oktober 2012 hämtat från the Wayback Machine., The Sports Network, 3 april 2009